# Endrőd
Endrőd ma Gyomaendrőd város része Békés vármegye Gyomaendrődi járásában. Gyomával történt 1982-es egyesülésével lett Gyomaendrőd része. Az egykori Szentlászló nevű külterületi lakotthelyéből alakult meg Hunya község.

## Fekvése
Békés vármegye északi részén található, a Hármas-Körös déli oldalán, bal partján. A folyónak itt több holtága is található; itteni szakasza a Körös–Maros Nemzeti Park része.

### Megközelítése
Endrőd a 443-as és a 46-os főutak találkozásánál terül el, előbbi Szarvassal, utóbbi Mezőtúrral, illetve Gyomával és Mezőberénnyel köti össze. Központjából indul ki a 4642-es út is, amely Kondorossal, Nagyszénással és Szentessel teremt összeköttetést.
Központját vasút nem érinti, de az északi határában elterülő Nagylapos városrész mellett elhalad a Szajol–Lőkösháza-vasútvonal, amelynek egy megállóhelye is van ott, Nagylapos megállóhely, ahol korábban még posta is üzemelt.

## Története
Endrődön történt 1935. március 20-án a 8 halálos áldozatot követelő endrődi sortűz.

## Néprajza
Endrődön gyűjtötték a következő három balladát:
| Szegvári Katica, Szegvári Mariska (Sági bíró lánya) Szegvári Katica, Szegvári Mariska, Itthon van-e lánya Szegvári Mariska? Itthon van, itthon van, benn a szobába, Fekszik már nyugszik már a fehér vetett ágyba. Menjen be hozzája, küldje el a bálba, Hófehér ruháját vegye fel magára, Páros arany gyűrűjét húzza az ujjára. Jó estét, jó estét korcsmáros kisasszony, Hol van az a két legény ki engem hivatott? Üljön le Mariska nálunk a díványra, Majd ráparancsolunk a szegedi bandára. Húzzátok cigányok meg nem szabad állni, Estétől reggelig muszáj muzsikálni, Szegvári Mariskát muszáj mulattatni. Engedj ki, engedj ki egy kicsit hűtőzni, Magos szárú cipőből a vért kiönteni. Ne menj ki Mariska, mert meg hűtöd magad, Páros arany gyűrűd az ujjadon marad. Harangoznak délre, de nem délebédre, Szegvári Mariskát viszik temetőbe. Két legény kíséri, hat a sírba teszi, Apja, édesanyja könnyes szemmel nézi. Verje meg az Isten azt az édesanyát, Aki este lányát elbocsátja bálba, Este elbocsátja reggelig nem látja, Reggel nyolc órakor halva viszik haza. |

| Jaj de széles, jaj de hosszú az-az út (Pápainé ballada) Jaj de széles, jaj de hosszú az-az út, Mellyen az a 9 betyár elindult, 9 betyár, 9 kés a kezébe, Úgy indulnak Pápainé elébe. Pápainé adjon Isten jó estét, Adjon Isten maguknak is szerencsét, Pápainé ne kívánjon szerencsét, Még az éjjel szíve körül jár a kés. Kati lányom szaladj le a pincébe, Hozzál fel bort a legszebbik iccébe, Pápainé nem kell nekünk a bora, Még az éjjel piros vérét kiontja. Pápainé kiszaladt az udvarra, Föltekintett a csillagos nagy égre, Jaj Istenem, hogy kell ennek meg lenni, Három éves kis árvámat itt hagyni. Arra kérlek kereszt fiam, ne ölj meg, Mindent adok csak az életem hagyd meg, Téged foglak legelőször megölni, Hogy mertél a nevemről szólítani… |

| Hallottátok 1910-ben (Szosznyák ballada) Hogy mi történt Kisendrőd községben, Szosznyák Lajos éjjel ment a faluból, Elejbe állt 5 legény a malomtól, Szosznyák Lajos összetette két kezét, Úgy könyörgött hagyják meg az életét, De olyan dühös lett a rablóbanda, Tíz ujját az ásóval is levágta. Szelei Izidor akkor egész éjszaka, Legényeit kocsmájában itatta, Igyunk társak megfizeti valaki, Még az éjjel Szosznyáknak meg kell halni. Gombkötőné kiállott a kapuba, Azt kérdezi végbe ment-e a munka? Végbe anyám megszabadult a lánya, De minekünk sötét börtön az ára. Édesanyám hogyha látná a vejét, Mily szörnyen összeroncsoltuk a fejét, Piros vére a földet befestette, Veisz doktornál a lelkét ki lehelte. A kórházba égetik a színgyertyát, Talán bizony Szosznyák Lajost virrasztják, Gyertek népek öltözzünk feketébe, Kísérjük ki Lajost a temetőbe. Szosznyák Lajost viszik a temetőbe, Gyilkosait kísérik a börtönbe, Sírhattok már oda szabadságtok, Egy pár pohár borért oda adtátok. Kisendrődön megszólalt a nagyharang, Húzza aztat három fekete galamb, Húznak rajta oly szomorú verseket, Kisendrődi népek keseregjetek. A központi temetőben van egy sír, Oda jár egy szőke asszony mindig sír, Kelj fel Lajos töröld el a könnyemet, Nem kelek fel mert agyon ütöttetek. – Vaszkó Irén gyűjtése |

## Nevezetes endrődiek
- Balázs Andrea
- Bohus Zoltán
- Czikkely Elek
- Dobos Lajos
- Gergely Ágnes
- Giricz Mátyás
- Gurbán Miklós
- Hunya Dániel
- Iványi Miklós
- Kunkovács László
- Rózsahegyi Kálmán
- Tímár Máté
- Turi-Kovács Béla
- Ugrin József
- Uhrin Benedek